# V・A・D weekend
『V・A・D weekend』（ヴァッドウィークエンド）は、CROSS FMで毎週金曜日の夜20:00-23:00に、ベイサイドプレイス博多ゾンクホテルスタジオから放送されている音楽番組である。ナビゲーターはMASAKI。

## 概要
2014年3月までMASAKIが担当していた『Groove Train』から一部のコーナーを引き継いでいる。番組コンセプトは「ヴァッドでグッドな週末を」。番組タイトルにある「V・A・D」とは、以下の言葉の頭文字である。
- V=ヴァイヴァイ！（番組終了時の挨拶）
- A=アゲテイコウゼ！
- D=どうか乗り遅れないように！（過去にMASAKIが担当した番組の定番文句でもある）

放送開始から3年間は土曜午後に放送されていたが、2017年秋の改編で金曜20時台へ移動した。

## 放送時間
いずれも日本標準時。
- 土曜 12:00 - 16:00 （2014年5月3日 - 2016年10月1日）
- 土曜 12:00 - 15:00 （2016年10月8日 - 2017年9月30日）
- 金曜 20:00 - 23:00 （2017年10月6日 - ）

## 主なコーナー
MASAKI's NON STOP MIX （20:30 - ）
MASAKI選曲のダンス・ミュージックMIXをノンストップでオンエアーするコーナー。
V･A･D Workout （21:05 - ）
運動のコーナー。スポーツトレーナーと電話を繋ぎ、簡単なエクササイズを行う。
Beat the street （21:30 - ）
福岡県内のクラブで活動しているクラブDJのMIXを紹介するコーナー。MIXをオンエアし、その後DJ本人に電話を繋ぐ。
Latest Updates（22:05 - ）
当日行われたスポーツの結果、週末のイベント情報などを伝えるコーナー。
あっちこっちMASAKI（22:30 - ）
2018年11月2日開始。旅のコーナー。

### 過去のコーナー
MASAKIのアンビリーバブル・ワールド

スーパースター列伝
毎週1組のアーティストに焦点を当てて特集するコーナー。土曜時代に行われていた。
マツマサキ
22時代後半に行われていたトークのコーナー。MASAKIの事をよく知るバーテンダーと他愛のないトークを繰り広げる。2018年10月26日終了。